# Bandeira de São Tomé e Príncipe
A Bandeira de São Tomé e Príncipe foi adotada a 5 de Novembro de 1975.
O triângulo vermelho simboliza a dura luta pela independência e as duas estrelas negras representam as duas principais ilhas do país, a de São Tomé e a de Príncipe. O verde representa a exuberante vegetação das ilhas e o amarelo as suas riquezas, especificamente a resultante da produção do cacau.